# San Pedro Cacahuatepec
San Pedro Cacahuatepec es una localidad del estado mexicano de Guerrero. Es parte del municipio de Acapulco de Juárez.

## Toponimia
El nombre «San Pedro» hace referencia al santo patrono de la localidad: Pedro el Apóstol. El nombre «Cacahuatepec» proviene de los términos en náhuatl: cacaotl, cacao; tepetl, cerro. Su significado es «Cerro del cacao».

## Demografía
| Gráfica de evolución demográfica |
|                                  |

| Censo | Población |
| ----- | --------- |
| 1970  | 192       |
| 1980  | 330       |
| 1990  | 566       |
| 2000  | 1 014     |
| 2010  | 1 353     |
| 2020  | 1 552     |